# Île Coffin
L'île Coffin (en anglais Coffin Island) est une des îles Malouines (Falkland Islands).